# Bellusaurus
Bellusaurus is een geslacht van plantenetende sauropode dinosauriërs, behorende tot de Eusauropoda, dat tijdens het Midden-Jura leefde in het gebied van de huidige Volksrepubliek China.
De enige benoemde soort in het geslacht, Bellusaurus sui Dong 1990, is slechts bekend van vier tot vijf meter lange jonge dieren met een korte nek, waarvan een groep in één keer verdronken moet zijn. Zulke groepen zijn verder van de sauropoden onbekend. Dat de exemplaren niet volgroeid zijn, maakt het lastig hun volwassen kenmerken te bepalen. Daarmee is het ook moeilijk hun verwantschappen vast te stellen. Misschien vertegenwoordigt Klamelisaurus het volwassen dier.

## Vondst en naamgeving
In 1983 werden in de "dinosauriërvallei" bij Konglonggou in Kelameili, in het Junggarbassin in Xinjiang, skeletten van minstens zeventien jonge sauropoden gevonden. Ze werden in het veldseizoen van 1984 opgegraven. In 1986 werden die door Dong Zhiming benoemd als Bellusaurus maar dat bleef vooralsnog een onbeschreven nomen nudum. Het is wel gedacht dat het om een jeugdgroep ging die door een enkele overstroming omkwam. Wellicht dat begin jaren zestig ook al een skelet opgegraven was maar dat ging verloren in de politieke beroeringen tijdens de Culturele Revolutie.
De typesoort Bellusaurus sui werd in 1990 benoemd en beschreven door Dong. De geslachtsnaam betekent "schone sauriër" vanuit het vulgair Latijn bellus, 'schoon', 'mooi', en het Oudgriekse sauros, 'hagedis'. De geslachtsnaam had eigenlijk "Bellosaurus" moeten luiden. De naam verwijst naar de zeer gave conservering van de fossielen en het kleine formaat van de skeletten. De soortaanduiding eert de gepensioneerde hoofdpreparateur Sui Youling waarvoor het behandelen van de botten de laatste taak zou zijn en had dus eigenlijk "suii" moeten luiden. In 1992 gaf Dong aanvullende informatie.
Het holotype, IVPP V 8299, is gevonden in een laag van de Wucaiwanformatie of Shishugouformatie die dateert uit het Callovien, ongeveer 165 miljoen jaar oud. Het bestaat uit een gedeeltelijk skelet met schedel. Van de schedel zijn een stuk achterhoofd en het rechterbovenkaaksbeen bewaard. Van de overige beenderen werd een composietskelet samengesteld voor een museumopstelling dat het inventarisnummer IVPP V8300 kreeg en toegewezen werd aan de soort. De beenderen van beide exemplaren lagen niet in verband op een reeks van vijf halswervels na en schedelmateriaal is zeldzaam. Verdere elementen omvatten zes losse tanden, zevenenvijftig halswervels, nekribben, ruggenwervels, acht sacrale wervels, staartwervels, zevenentwintig schouderbladen, vijf ravenbeksbeenderen, een borstbeen, negenentwintig opperarmbeenderen, zeven ellepijpen, twaalf spaakbeenderen, een mogelijk carpale, middenhandsbeenderen, vingerkootjes, vijf darmbeenderen, negen schaambeenderen, elf zitbeenderen, dijbeenderen, scheenbeenderen, kuitbeenderen en één sprongbeen. Er zijn geen hielbeenderen of sleutelbeenderen gevonden. Het aantal linkerschouderbladen bedraagt zeventien en daaruit is het minimumaantal individuen afgeleid. Al het materiaal is van ongeveer dezelfde algemene grootte en betreft jonge dieren zoals blijkt uit de mate van vergroeiing van de beennaden.
In 2013 werd in een monografie van Mo Jinyou de vondst gemeld in 2003 van een groot aantal aanvullende beenderen van jonge dieren in hetzelfde gebied. In 2018 werd de schedel meer in detail beschreven. Daarbij werd het geschatte totaal aan individuen in de oorspronkelijke groeve bijgesteld naar vierentwintig. Voor de specimina werden nu de nummers IVPP V17768.1-21 gegeven.

## Beschrijving

### Grootte en onderscheidende kenmerken

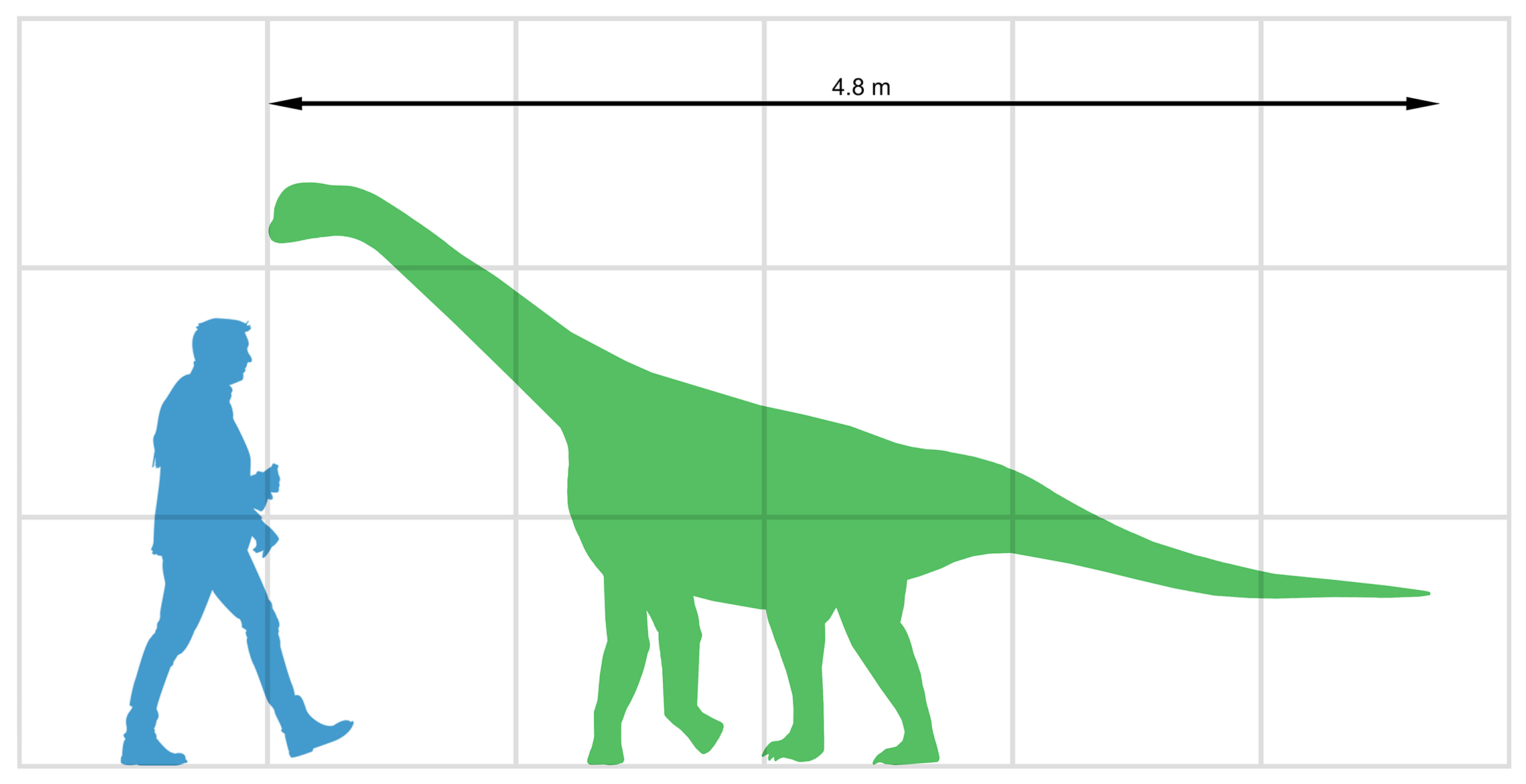
De grootte van het jonge dier vergeleken met een mens

Het holotype van Bellusaurus is ongeveer vijf meter lang. Dit duidt op een gewicht van een halve ton. Het bestaat echter uit een jong dier. Het dijbeen is vijfenvijftig centimeter lang. De Chinese onderzoekers gaan ervan uit dat het volwassen dier niet heel veel groter werd. Gregory S. Paul suggereerde echter in 2010 dat Klamelisaurus uit dezelfde formatie de volwassen vorm van Bellusaurus vertegenwoordigt, in welk geval een lengte van vijftien meter en een gewicht van vijf ton bereikt werd en de nek uiteindelijk een stuk langer uitgroeide. In 2018 werd echter gesteld dat Klamellisaurus toch uit een oudere afzetting komt en daarbij afwijkt door een geringere pneumatisering en een veel simpeler richelstructuur van de wervels.

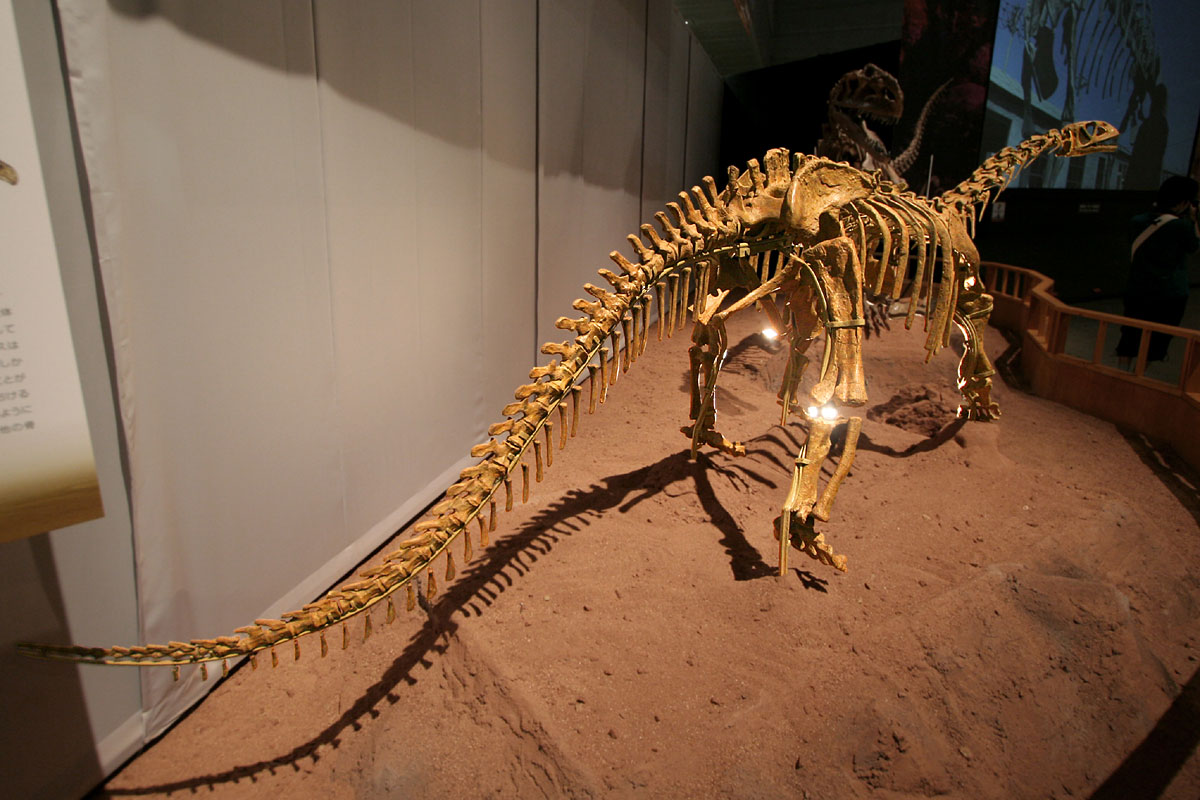
De skeletreconstructie van achteren bezien

De eerste diagnose door Dong uit 1990 was zeer ontoereikend en gaf geen echte autapomorfieën aan, unieke afgeleide eigenschappen waarin Bellusaurus van zijn naaste verwanten verschilde. Hij gaf de geringe omvang aan, de spatelvormige tanden, de lichte bouw, de matige hoogte van de schedel, het feit dat de nek maar iets langer was dan de romp en halswervels die (slechts) anderhalfmaal langer waren dan die van de rug. De meeste van deze trekken weerspiegelen slechts de jonge leeftijd van de gevonden exemplaren. Het kenmerk van spatelvormige tanden en een matig hoge schedel wordt met vele basale sauropoden gedeeld en is dus niet onderscheidend.
In 2013 stelde Mo een aantal onderscheidende kenmerken vast die samen een unieke combinatie vormden. De achterrand van het prefrontale steekt niet achter de achterste tak van het neusbeen uit. Op de middenlijn van de beennaad tussen de voorhoofdbeenderen en de wandbeenderen bevindt zich een foramen of opening als een pariëtaaloog. De achterste tak van het pterygoïde is bovenaan en onderaan uitstekend; deze uitsteeksels zijn aan de binnenzijde en buitenzijde van boven af U-vormig ingekeept. De vleugel van het pterygoïde die het quadratum raakt, heeft aan de binnenzijde een duidelijke groeve. Op de bovenrand van de vleugel loopt een trog die naar voren versmelt met de binnenwand. Aan de voorste basis van de binnenzijde van de vleugel bevindt zich een raakvlak voor de processus basipterygoideus. In de nek heeft de draaier een diepe pleurocoel. Bij de voorste en middelste halswervels hebben de doornuitsteeksels lange bases die doorlopen over de achterste helft van de wervelboog. Bij de voorste en middelste halswervels zijn de doornuitsteeksels erg laag met licht bolle bovenranden. Bij de voorste en middelste halswervels loopt een lage richel op het plafond van het ruggenmergkanaal. Bij de wervelbogen van de middelste en achterste ruggenwervels loopt een richel tussen de voorste gewrichtsuitsteeksels. Bij de middelste en achterste ruggenwervels is het hyposfeen-hypantrum-complex van secundaire gewrichtsuitsteeksels afwezig of slecht ontwikkeld. Bij de wervelbogen van de middelste en achterste ruggenwervels bevinden zich V- of Y-vormige richels op de voorkant. Bij de middelste en achterste ruggenwervels zijn de doornuitsteeksels sterk van voor naar achteren afgeplat. Bij de middelste en achterste ruggenwervels is de richel die tussen het doornuitsteeksel en het zijuitsteeksel loopt onderaan gevorkt en raakt vooraan de richel tussen het doornuitsteeksel en het voorste gewrichtsuitsteeksel en achteraan de richel tussen het doornuitsteeksel en het achterste gewrichtsuitsteeksel. Bij de middelste en achterste ruggenwervels bevindt zich een diepe groeve tussen de evenwijdige lopende richels tussen het voorste gewrichtsuitsteeksel en het zijuitsteeksel en tussen het zijuitsteeksel en de parapofyse. De voorste staartwervels zijn procoel, hol van voren. De middelste staartwervels hebben een rechte zijwand.
In 2018 werd voor de schedel een aantal autapomorfieën gegeven. De opgaande tak van het bovenkaaksbeen wordt op de middelste hoogte doorboord door een aderkanaal. De achterste tak van het neusbeen steekt verder uit dan het prefrontale. Het squamosum heeft aan de basis van het onderste uitsteeksel U-vormige inkepingen in de buitenzijde en binnenzijde van de achterrand. Het quadratum heeft een ondiepe van voren naar binnen lopende uitholling op het onderste gewrichtsuitsteeksel, lopend van de binnenste gewichtsknobbel af tot aan de voorste onderrand van de vleugel naar het pterygoïde. Het pterygoïde heeft een opvallende trog op de bovenrand waar het zijuitsteeksel samenkomt met de takken richting ploegschaarbeen en quadratum.
Paul Upchurch stelde in 2004 dat voor het bepalen van de verwantschappen ook relevant was dat de doornuitsteeksels van de rug overdwars verbreed zijn.

### Skelet

#### Schedel

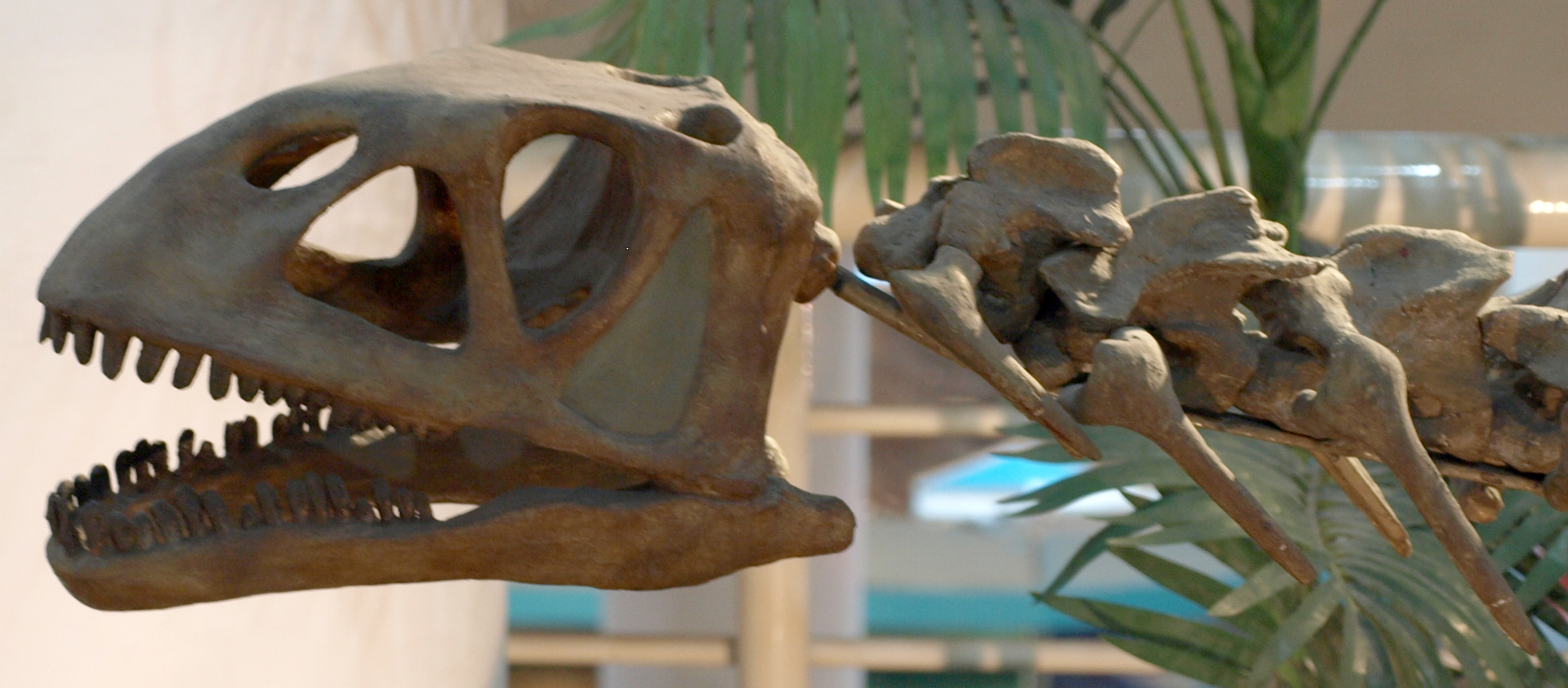
De schedel werd gemodelleerd naar die van Shunosaurus

Van de schedel was in 1990 zeer weinig materiaal bekend. Dong schatte de lengte op 178 millimeter waarbij van de grootte van het achterhoofd uit geëxtrapoleerd werd naar het model van Shunosaurus. Ook de skeletten werden met een shunosaurusachtige kop gerestaureerd. Het exoccipitale van het bovenste achterhoofd is driestralig, zijwaarts uitlopend in een forse processus paroccipitalis. Dat lijkt wat op de toestand bij Camarasaurus en is de reden dat de soort in 1992 in de Camarasauridae geplaatst werd. 

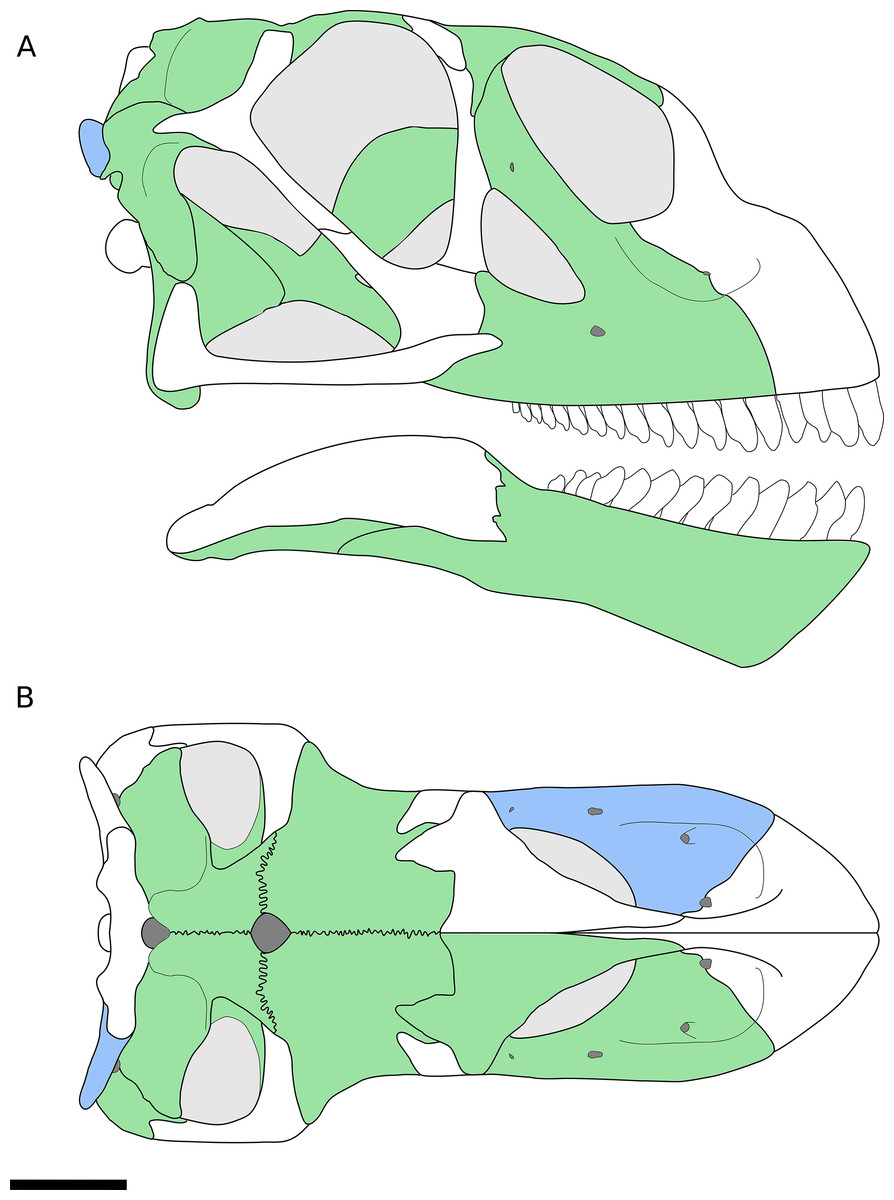
Reconstructie van de schedel uit 2018

Het bewaarde stuk bovenkaaksbeen draagt minstens zeven tanden. Dong schatte het oorspronkelijke totaal op minstens tien en vermoedelijk vijftien à zestien. De tanden zijn vijfentachtig millimeter lang inclusief wortel en spatelvormig, licht naar binnen (13°) en achteren gebogen. Ze staan dicht op elkaar en zijn bedekt door een dunne laag email. Ze hebben op het midden van de buitenkant een licht gezwollen verticale hoofdrichel die naar het spits loopt. De voorrand draagt kleine vertandingen. De basis is verbreed en de kroon daarboven wat ingesprongen. Uit de vorm van het bovenkaaksbeen leidde Dong af dat de neusgaten vooraan gelegen waren en niet boven op de kop. Dit kon in 2013 bevestigd worden. In 2018 werd het aantal maxillaire tanden bepaald op dertien. Het aantal dentaire tanden in de onderkaak bedraagt minstens zeven maar het totaal lag vermoedelijk hoger.

#### Postcrania

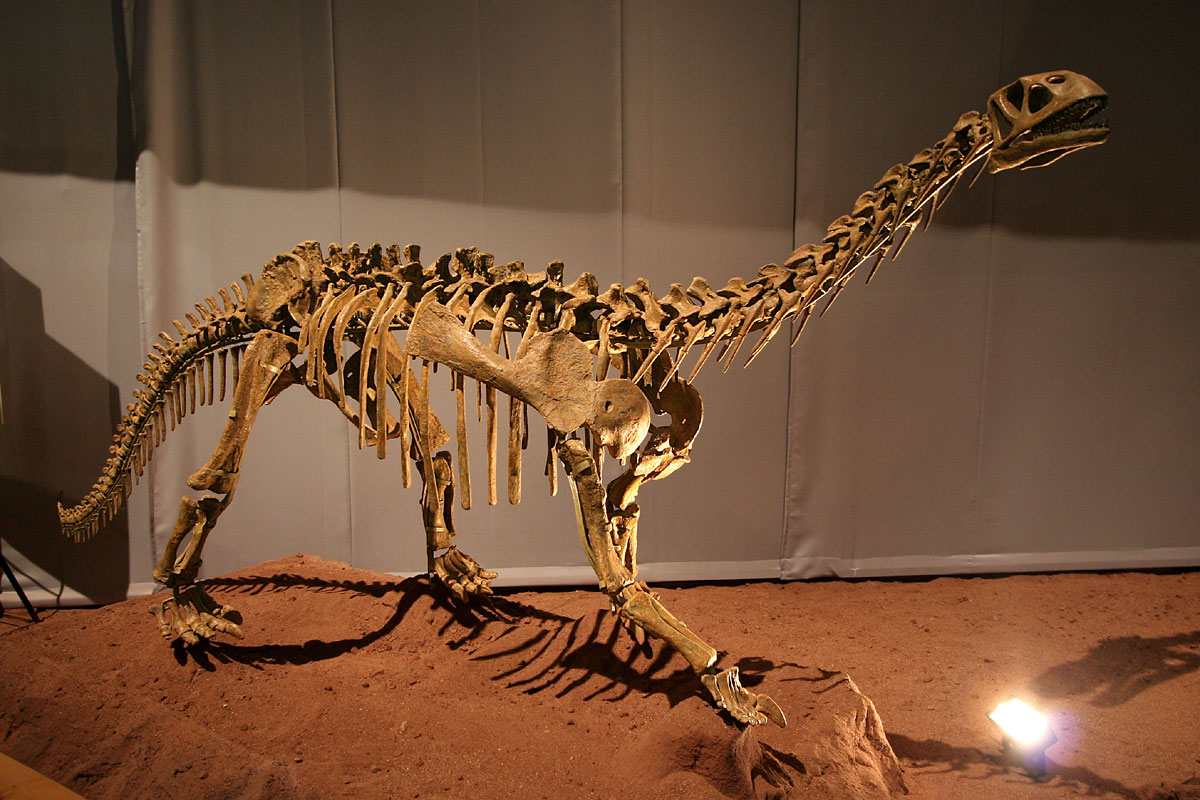
Skeletopstelling

De wervelkolom werd in 1990 gerestaureerd met dertien halswervels, dertien ruggenwervels, vier sacrale wervels en vijftig, plus of minus drie, staartwervels.
De wervels in de nek en de rug hebben pleurocoelen, pneumatische uithollingen, die vrij klein zijn in zijaanzicht.
De halswervels zijn opisthocoel: bol van voren en hol van achteren. Hun wervellichamen zijn robuust gebouwd. De onderkanten zijn vlak, zonder kielen. De pleurocoelen zijn goed ontwikkeld en bij de derde tot en met elfde wervel door een richel in een voorste en achterste deel gescheiden. Hun wervelbogen en doornuitsteeksels zijn laag; de laatste bestaan uit verticale ongevorkte platen. In de draaier hebben de pleurocoelen een vierkant profiel en zijn in het midden met elkaar verbonden: een tussenschot ontbreekt alsmede de richel. De draaier heeft ook een zwakke kiel. De nekribben van de halswervels zijn kort en niet onderling vergroeid. De ruggenwervels zijn ook opisthocoel en hebben massieve wervellichamen, ondanks de pleurocoelen: de uitlopers van de luchtzakken zijn vanwege de jonge leeftijd van de dieren nog niet in het binnenste van het bot gedrongen. Hun wervelbogen en opnieuw ongevorkte doornuitsteeksels hebben ongeveer dezelfde hoogte. De ribben van de borstkas hebben een afgerond uiteinde. Het heiligbeen bestaat uit vier sacrale wervels waarbij de voorste drie in de wervelbogen en doornuitsteeksels vergroeid zijn. De vierde heeft een knuppelvormig doornuitsteeksel dat lijkt op die van de staartwervels. De sacrale wervels hebben geen pleurocoelen maar wel een gezwollen kiel op de onderkant. Hun zijuitsteeksels en sacrale ribben zijn vergroeid tot tweemaal vier aan het uiteinde verdikte verbindingen met het darmbeen. Die zijn echter niet naadloos versmolten tot een sacraal juk, een teken van een jonge leeftijd. De staartwervels hebben geen pleurocoelen. De voorste staartwervels zijn procoel en hebben waaiervormige zijuitsteeksels. Hun verdikte doornuitsteeksels hellen naar achteren. De middelste staartwervels zijn amficoel en dragen afgeplatte knuppelvormige doornuitsteeksels. De achterste staartwervels zijn licht amficoel of platycoel. Hun doornuitsteeksels zijn erg dun. De chevrons zijn enkelvoudig en ongevorkt.
De schoudergordel is robuust. De schacht van het schouderblad is lang en dun, de onderzijde breed uitwaaierend. De bouw van het schouderblad is tamelijk basaal. Het ravenbeksbeen heeft een ronde onderkant en een rechte beennaad met het schouderblad. Het borstbeen is vierkant in profiel met een licht bolle buitenrand en een licht holle binnenrand. De voorste ledematen zijn wat korter dan de achterste.
De beenderen van de ledematen hebben een sterk ovale dwarsdoorsnede. Het opperarmbeen heeft een lengte van ongeveer vijfendertig centimeter. De schacht is duidelijk ingesnoerd. De ellepijp is rond de zevenentwintig centimeter lang en mist een duidelijke processus olecrani aan de bovenste achterkant. Het spaakbeen is wat korter dan de ellepijp en tamelijk recht. Het vermoedelijke carpale van de pols is ovaal in profiel.
In het bekken heeft het darmbeen een voorste aanhangsel, voor het schaambeen, dat een rechte in plaats van bolle voorrand heeft. Het aanhangsel voor het zitbeen is slecht ontwikkeld. De schachten van de schaambeenderen zijn recht en zijn niet samen vergroeid tot een enkelvoudig beenschort zoals bij basale vormen maar raken elkaar onderaan met dikke tegenover elkaar staande zwellingen. Het hoofdlichaam van het zitbeen is hoog. Zowel zitbeen als schaambeen lijken op die van Camarasaurus.
Het dijbeen heeft geen duidelijke nek. De vierde trochanter is een negen centimeter lange zwelling op de achterrand van de schacht. De onderste gewrichtsknobbels zijn vooraan gescheiden door een diepe trog of trochlea. Het scheenbeen is recht en robuust met een lengte van zo'n veertig centimeter. Het kuitbeen is lang en recht, iets korter dan het scheenbeen. Het sprongbeen heeft een typisch sauropode bouw met een zeer lage opgaande tak.

## Fylogenie
Bellusaurus werd in 1990 door Dong in de Brachiosauridae geplaatst, in een eigen Bellusaurinae samen met Pleurocoelus. In 1992 echter plaatste Dong Bellusaurus, samen met de Bellusaurinae, in de Camarasauridae. In 1999 plaatste Valérie Martin-Rolland het taxon in de Shunosaurinae.
Vanwege het gebrek aan exacte gegevens tot 2013 concludeerden de meeste onderzoekers tot een vagere aanduiding: basaal in de Titanosauria, de Camarasauromorpha, de Macronaria of de zeer ruime Eusauropoda. Een speciale verwantschap is wel verondersteld met Atlasaurus en Jobaria. Dat zou Bellusaurus tot een vrij afgeleide sauropode maken voor het middelste Jura. Die positie had het dier eigenlijk alleen te danken aan de procoele voorste staartwervels die typischer zijn voor latere sauropoden zoals de Titanosauridae. Verschillende onderzoekers lieten Bellusaurus maar weg uit hun cladistische analyses omdat het tot misleidende uitkomsten zou kunnen leiden in hun berekeningen, ook omdat jonge dieren vaak andere eigenschappen toen dan hun volwassen vormen. In 2023 stelde een studie dat Bellusaurus een jong individu vertegenwoordigde van een of ander lid van de Mamenchisauridae.

## Levenswijze
De jeugdgroep die de gevonden skeletten vormen, is verder nooit bij de Sauropoda aangetroffen, waarvan überhaupt jonge exemplaren zeldzaam zijn. Bellusaurus werd wellicht bejaagd door Monolophosaurus.